# Random House Tower
La Random House Tower és un gratacel de 52 pisos de 208 metres d'altitud, situat a Manhattan (Nova York). S'hi troben la seu social de Random House i un luxós complex de pisos anomenat Imperial Park.